# Eagle Records
Eagle Records je značka hudebního vydavatelství, někdy uváděného jako Eagle Rock Entertainment.
Ve Velké Británii je výkonným ředitelem vydavatelství Lindsay Brown, bývalý manager skupiny Van Halen, zatímco v USA je šéfem Mike Carden, dříve CMC International.

## Umělci
- Deep Purple
- Emerson, Lake & Palmer
- John Lee Hooker
- John Mayall
- Michael Nesmith
- Thunder
- Jethro Tull
- Yes
- The Levellers
- Nazareth
- Heart (v UK)
- The Pretenders
- Simple Minds
- Status Quo
- Pingy